# Halló, halló!
A Halló, halló! (angolul: ’Allo ’Allo!)  85 részes angol televíziós sorozat, amely eredetileg a BBC 1-es csatornán futott 1982 és 1992 között. A sorozat a Secret Army paródiája, alkotója David Croft – aki a sorozat zenéjét is szerezte –, valamint Jeremy Lloyd. Croft és Lloyd az első hat évadot írták együtt. A hetedik évadtól kezdve Lloyd mellett Paul Adam dolgozott íróként, ők ketten jegyezték a Foglalkoznak már Önnel?-sorozatot is. 2004-ben a sorozatot Britannia 13. legjobb szituációs komédiájának választották.

## Cselekmény
|  | Alább a cselekmény részletei következnek! |

A történet a második világháború idején játszódik egy kis francia városkában, Nouvion-ban. Az egész cselekmény René Artois vendéglős történetével van kapcsolatban. A németek elfoglalták a városkát és értékes régiségeket loptak el, egy kakukkos órát és egy Van Clomp-festményt, a Bukott Madonna a nagy didikkel című képet. A városparancsnok, Von Strohm ezredes úgy dönt, hogy ezeket megtartja magának a háború utánra, ezért megkéri Renét, hogy a festményt rejtse el a vendéglőben. Hitler is magának akarja a képet, ezért elküldi a Gestapo egyik tisztjét, Herr Otto Flicket, hogy szerezze azt meg, és szállíttassa Berlinbe. Flick persze a képet, melyet többszörösen lemásoltak, majd elrejtették őket szalámirudakban, szintúgy magának szeretné megszerezni. A sorozat egyik vonulata a képek rejtegetése.
A másik fontos mozzanat az angol pilóták rejtegetése és az állandó tervezgetés, hogyan juttassák vissza őket Angliába. Renét a francia ellenállás arra kényszeríti, hogy a vendéglőjében bújtassa el őket. René anyósának szobájában egy rádióadót is felállítanak, hogy Angliával kapcsolatot tartsanak fenn (René fedőneve az Éjféli bagoly, Michelle-é pedig a Kék kebel).
Emellett René kapcsolatot tart fenn két pincérnőjével, Yvette-tel és Mariával. Maria azonban a sorozat 3. évadjában a pilóták megszöktetésére szervezett akció során egy hadifogolytáborban marad, ahonnan Svájcba küldik. Helyette új pincérnőt vesznek fel. Ő Mimi, az ellenállás tagja, aki gyűlöli a németeket. Renére vetik ki hálójukat a csupa nőből álló kommunista ellenállás vezetői is, és egyszer Michelle, a francia ellenállás vezetője is. Gruber hadnagy, aki a sorozat nagyobbik részében homoszexuálisnak tűnik, szintúgy heves érzelmekkel viseltetik René iránt. Renét a sorozat elején lelövik, pontosabban megjátsszák a kivégzését, ettől kezdve René a saját ikertestvérét, Renét alakítja, aki, hogy ne veszítse el a vendéglőjét, idővel újra el akarja venni feleségét, akinek René halála után Monsieur Alfonse, a temetkezési vállalkozó is udvarol.
Az utolsó részben véget ér a háború és a több évtizeddel későbbi városkát mutatják, ahová Gruber és felesége, a korábban Herr Flick kedvesét játszó német titkárnő, Helga tér vissza. A Bukott Madonna nagy didikkel című kép a hosszas rejtegetés során elveszett, és azóta sem találták meg. Ám a főtéren a René tiszteletére állított szobor véletlenül eltörik, és előkerül belőle a kép. Ekkor René és Yvette végre megszökik, hogy új életet kezdjenek.
|  | Itt a vége a cselekmény részletezésének! |

## Szereplők
| Szereplő                                | Színész                                                              | Magyar hang                                             | Magyar hang                             |
| Szereplő                                | Színész                                                              | 1. magyar változat (MTV, az első 14 részhez, 1987-1989) | 2. magyar változat (Duna TV, 2001-2002) |
| --------------------------------------- | -------------------------------------------------------------------- | ------------------------------------------------------- | --------------------------------------- |
| René François Artois, francia vendéglős | Gorden Kaye                                                          | Kaló Flórián                                            | Bács Ferenc                             |
| Edith Melba Artois, René felesége       | Carmen Silvera                                                       | Kassai Ilona                                            | Kassai Ilona                            |
| Madame Fanny La Fan, René anyósa        | Rose Hill                                                            | Náray Teri                                              | Pásztor Erzsi                           |
| Yvette Carte-Blanche, pincérnő          | Vicki Michelle                                                       | Fehér Anna                                              | Fehér Anna                              |
| Maria Recamier, pincérnő                | Francesca Gonshaw (1-3. évad)                                        | Kiss Erika                                              | Kiss Erika                              |
| Mimi Labonq, pincérnő                   | Sue Hodge (4-9. évad)                                                | –                                                       | Kiss Eszter                             |
| Michelle "az ellenállástól" Dubois      | Kirsten Cooke                                                        | Csere Ágnes                                             | Csere Ágnes                             |
| Monsieur Roger LeClerc                  | Jack Haig (1-5. évad)                                                | Simon György                                            | Kun Vilmos                              |
| Monsieur Ernest LeClerc                 | Derek Royle (6. évad) Robin Parkinson (7-9. évad)                    | –                                                       | Dobránszky Zoltán                       |
| Monsieur Alfonse                        | Kenneth Connor                                                       | Kenderesi Tibor                                         | Versényi László                         |
| Erich Von Klinkerhoffen tábornok        | Hilary Minster                                                       | Izsóf Vilmos                                            | Maros Gábor Harsányi Gábor              |
| Kurt Von Strohm ezredes                 | Richard Marner                                                       | Miklósy György                                          | Horkai János                            |
| Hubert Gruber hadnagy                   | Guy Siner                                                            | Józsa Imre                                              | Józsa Imre                              |
| Hans Geering százados                   | Sam Kelly (1-4. évad, 7. évad)                                       | Makay Sándor                                            | Makay Sándor                            |
| Alberto Bertorelli olasz kapitány       | Gavin Richards (4-6. évad) Roger Kitter (7. évad)                    | –                                                       | Gyabronka József                        |
| Herr Otto Flick, Gestapo tiszt          | Richard Gibson (1-8. évad) David Janson (9. évad)                    | Nagy Gábor                                              | Nagy Gábor                              |
| Helga Geerhart közlegény                | Kim Hartman                                                          | Balogh Emese                                            | Spilák Klára                            |
| Herr Engelbert Von Smallhausen          | John Louis Mansi (2-9. évad)                                         | ?                                                       | Szombathy Gyula                         |
| Crabtree biztos úr                      | Arthur Bostrom (2-9. évad)                                           | Márton András                                           | Sinkovits-Vitay András                  |
| Fairfax és Carstairs repülőstisztek     | John D. Collins (1-7. és 9. évad) Nicholas Frankau (1-7. és 9. évad) | Rátóti Zoltán Kőhalmi Attila                            | Rátóti Zoltán Széles Tamás              |